# 24 horas para vivir
24 horas para vivir (título original en inglés: 24 Hours to Live) es una película sudafricana-estadounidense de ciencia ficción, acción y suspenso dirigida por Brian Smrz. Sigue la historia de un asesino que es traído de vuelta a la vida por 24 horas para buscar venganza y redención. La película se estrenó en el Festival de Cine de Austin el 26 de octubre de 2017, y fue estrenada en VOD y en cines seleccionados el 1 de diciembre de 2017.

## Sinopsis
Un asesino profesional muere durante uno de sus trabajos, pero es devuelto a la vida por un día con el encargo de cumplir una importante misión. Tendrá entonces que formar equipo con la espía que lo asesinó para poder vengarse del poderoso sindicato criminal que acabó con la vida de su familia. Para conseguir el reto, sólo contará con 24 horas.

## Reparto
| Actor           | Personaje     |
| --------------- | ------------- |
| Ethan Hawke     | Travis Conrad |
| Xu Qing         | Lin           |
| Liam Cunningham | Wetzler       |
| Rutger Hauer    | Frank         |
| Paul Anderson   | Jim Morrow    |
| Tyrone Keogh    | Keith         |

## Estreno
Saban Films estrenó la película en VOD y en cines seleccionados el 1 de diciembre de 2017.

## Recepción
24 Hours to Live recibió reseñas mixtas a negativas de parte de la crítica y de la audiencia. En el sitio web especializado Rotten Tomatoes, la película posee una aprobación de 52%, basada en 21 reseñas, con una calificación de 4.9/10 y con un consenso crítico que dice: "Una película de clase B descontrolada, ocasionalmente elevada por su talento de lista A, Greta se lanza de cabeza al campo y lucha por mantenerse a flote." De parte de la audiencia tiene una aprobación de 29%, basada en 300 votos, con una calificación de 2.8/5.
El sitio web Metacritic le dio a la película una puntuación de 37 de 100, basada en 6 reseñas, indicando "reseñas generalmente desfavorables". En el sitio IMDb los usuarios le asignaron una calificación de 5.8/10, sobre la base de 14 812 votos. En la página web FilmAffinity la cinta tiene una calificación de 4.6/10, basada en 1027 votos.